# 이해성
이해성(李海成, 1953년 12월 15일~)은 대한민국의 언론인, 기업인, 정치인이다. 본관은 성산 이씨, 부산광역시 출생이다. 종교는 천주교이며, 공군 대위로 전역하였다.

## 학력
- 부산중학교 졸업
- 1969. 3.~1972. 2. 부산고등학교 졸업
- 1972. 3.~1977. 2. 서울대학교 경영학 학사
- ~2001 한양대학교 언론정보대학원 언론학 석사 수료

## 경력
- 1977 조흥은행 국제영업부
- 1982 MBC 경제부 기자
- 1992 MBC 노동조합 부위원장
- 1994 MBC 보도국 정치부차장
- 1999 MBC 통일외교부 부장
- 2000 MBC 보도국 경제부장
- 2001 MBC 북경 지사장
- 2003 대통령비서실 홍보수석비서관
- 2004 열린우리당 중앙위원
- 2005. 6. 한국조폐공사 사장
- 2013. 5.~2014. 3. 민주당 부산 중·동구 지역위원장
- 2014. 3.~2015. 12. 새정치민주연합
- 2015. 12.~2017 더불어민주당
- 중국심걸유한공사 사장
- 제주스위트호텔 사장
- 한양대학교 언론정보대학원 겸임교수
- 협동조합 산만디사람들 이사장
- 2017~2018. 2. 국민의당
- 바른미래당 부산시당 공동위원장
- 바른미래당 부산시당 해운대구 을 지역위원장
- 2020. 2. 바른미래당 정책위원회 의장
- 바른미래당 외교통일위원장
- 2022. 2. 부산시설공단 이사장

## 역대 선거 결과
|  | 35.95% |

|  | 36.59% |

|  | 39.20% |

|  | 6.01% |